# Ull de foc del Tapajós
L'ull de foc del Tapajós (Pyriglena similis) és una espècie d'ocell de la família dels tamnofílids (Thamnophilidae) que habita la malesa del bosc amazònic al sud del Brasil.